# ČSD E 669.1 sorozat
A ČSD E 669.1 sorozat, később ČD 181 sorozat, egy csehszlovák gyártású Co'Co' tengelyelrendezésű villamosmozdony-sorozat. 1961 és 1962 között gyártotta a Škoda Plzeň. Összesen 150 db épült a mozdonyból.